# مشوار امرأة (مسلسل)
مشوار امرأة هو مسلسل مصري، وعرض في شهر رمضان عام 2004 (1425هـ).

## بطولة
- نادية الجندي
- مصطفى فهمي
- محمد رياض
- خالد زكي
- سعاد نصر
- مادلين طبر
- عبد الرحمن أبو زهرة
- رجاء الجداوي
- أنعام سالوسة
- ميسرة
- مروة عبد المنعم
- ماجدة الخطيب
- أشرف زكي
- يوسف فوزي
- شعبان حسين
- أحمد صيام
- مونيا

## القصة
يتوفى زوج "زينات" القومسيوجي، الذي كان يبيع الملابس وأدوات الزينة للموظفين بالتقسيط في الشركات والمصالح بمساعدة زوجته "زينات"، التي كانت تعيش معه حياة سعيدة. بعد وفاة زوجها، تضطر "زينات" للعمل في نفس المهنة لتسديد ديون زوجها للتجار، وتتعرض "زينات" المرأة الجميلة لبعض المضايقات، من بعض الرجال من الحي الشعبي التي كانت تسكن فيه. تتخلص من بعضهم بالكلام المعسول دون أن تعطي لأحدهم فرصة لتجاوز حدوده معها وتضطر أحيانا للعنف. ودائما ما يخلص لها بعض الجيران. تروي قصتها لاحد التجار التي تتعامل معهم ويشفق عليها ويتزوجها، ويسدد لها قروضها ويسكنها في منزل أفضل من منزلها القديم وتصبح سيدة البيت تطلب فيجاب لها. يتوفى زوجها وترث "زينات" ثروة كبيرة. ولكنها سرعان ما تفقد ثروتها في صفقة وهمية أغراها بها "شوقي" التي تبحث عنه وتجده وتدخل معه في صدام ينتهي بتشويه وجهها، ثم يجري دكتور "وحيد" عملية تجميل لها. يقع في حبها وتقع في حبه، وبعد أن يعرض عليها الزواج ويقوم بخطبتها يقتله "شوقي". تعمل زينات سكر سكرتيرة عنده، وبعد أن تقوم بفضح أمره يقوم بقتلها.